# Quake the Earth
Quake the Earth ist eine finnische Metalcore-, Groove- und Thrash-Metal-Band aus Oulu, die 2010 gegründet wurde.

## Geschichte
Nachdem sich die Band Forensic Hardcore nach dem Ausscheiden ihres Sängers Ende 2010 aufgelöst hatte, stieß zu den verbliebenen Mitgliedern der Sänger Aki Häkkinen, was zur Gründung von Quake the Earth führte. Zusammen arbeiteten sie an neuen Liedern, die von dem Gitarristen Jani Kakko geschrieben wurden. 2011 erschien die EP First Blood, die in den Mastervox Studios in Oulu aufgenommen worden war. Sie war von Immu Ilmarinen produziert und gemastert worden. Das Debütalbum We Choose to Walk This Path erschien über Inverse Records im folgenden Jahr, wofür die Aufnahmen erneut in den Mastervox Studios stattgefunden hatten. Der Albumveröffentlichung schloss sich eine Tournee durch Finnland an. Danach wurden weitere Songs in den Mastervox Studios aufgenommen, ehe im August 2014 ein Musikvideo zum Song The Legacy We Leave erschien. 2016 folgte über Inverse Records das zweite Album Declaration of War.

## Stil
Carl Sederholm von seaoftranquility.org schrieb in seiner Rezension zu We Choose to Walk This Path, dass hierauf punkige Attitüde und harter Metal vermischt werden. Dem von der Band gezogenen Vergleich zu Gruppen wie Lamb of God, Pantera, Hatebreed, Rage Against the Machine und Agnostic Front könne er zustimmen, wobei ihm vor allem Gemeinsamkeiten mit Hatebreed und Agnostic Front aufgefallen seien. Der Gesang in den Songs sei sowohl stark als auch leidenschaftlich. Timon Krause von Powermetal.de stellte fest, dass auf Declaration of War Metalcore zu hören ist, der Metal und Hardcore Punk zu gleichen Teilen vermische. Neben Vorbildern wie Hatebreed könne man auch Groove- und klassische Thrash-Metal-Bands wie Machine Head und Slayer als Einflüsse heraushören. Gelegentlich verarbeite man auch Elemente aus dem Stoner Metal. Charakteristisch sei auch der raue Gesang, der zu jedem der genannten Genres passen würde. Krause hörte außerdem gelegentlich Ähnlichkeiten zu Moonbow und Sepultura heraus.

## Diskografie
- 2011: First Blood (EP, Eigenveröffentlichung)
- 2012: We Choose to Walk This Path (Album, Inverse Records)
- 2016: Declaration of War (Album, Inverse Records)